# Zurbano (Álava)
Zurbano (oficialmente Zurbao/Zurbano) es un concejo del municipio de Arrazua-Ubarrundia, en la provincia de Álava en el País Vasco, España.

## Situación
Está situado en la parte más meridional del municipio de Arrazua-Ubarrundia, formando parte de la Llanada Alavesa. Se encuentra al noreste de la ciudad de Vitoria y muy cerca de ésta, de cuyo centro sólo le separan 6,5 km. La capital del municipio de Arrazua-Ubarrundia está ahora en Durana; se encuentra 4 km al norte del concejo. La autovía A-1 pasa por las inmediaciones y tiene un acceso en la localidad.
Suele pensarse que este concejo pertenece al ayuntamiento de Vitoria (Álava); sin embargo forma parte del municipio de Arrazua-Ubarrundia.

## Historia
Históricamente ha sido una de las localidades más pobladas de la zona rural que circunda Vitoria.

## Economía
El cultivo del cereal, patata y remolacha es ahora una de las actividades económicas que les quedan a los agricultores del pueblo.

## Cultura

### Patrimonio material
Lo más destacable del concejo es su colección de casas-palacio que datan de los siglos XVII y XVIII y que pertenecieron a familias lo como los Basterra, Isunza, Otalora e Iriarte. Entre ellas la más destacada es el Palacio Rural de los Zurbano, que está declarado monumento. Otros palacios del pueblo son el Palacio Otalora-Guevara, el de Ortiz de Zárate y el de los Otazu. En el pueblo hay otras casas de origen señorial presididas por escudos en las fachadas y también numerosos caseríos rurales del tipo que es habitual en la Llanada Alavesa.
La iglesia parroquial de San Esteban protomártir data del siglo XV y posee un elemento de gran interés, considerado como uno de los mejores de la Llanada Alavesa: el retablo mayor.
Fuente del Bº de Otxategi, de uso público.

### Patrimonio inmaterial
Sus fiestas son en honor a San Esteban, patrón de la iglesia románica del pueblo, y se celebran el primer fin de semana de septiembre.